# Mihail Ivanovics Kalinyin
Mihail Ivanovics Kalinyin (oroszul: Михаи́л Ива́нович Кали́нин; Verhnyaja Troica, Oroszország, 1875. november 19. – Moszkva, 1946. június 3.) szovjet-orosz forradalmár, 1946-ig a Szovjetunió Legfelső Tanácsa Elnökségének elnöke.

## Családja
- Házastársa Jekatyerina Kalinyina (házas 1906–1946)
- Gyermekei: Ligyija Talanova, Julija Kalinyina, Anna Kalinyina, Valerjan Kalinyin, Alekszandr Kalinyin
- Szülei Ivan Kalinyin, Marija Kalinyina

## Életpályája
A Tveri kormányzóságban született. Eredetileg lakatos volt. 1898-ban részt vett az Oroszországi Szociáldemokrata Munkáspárt megalapításában. Az 1903-as pártszakadáskor a bolsevikokhoz csatlakozott. 1912-től a bolsevik Központi Bizottság póttagja lett. 1917 és 1919 között ő volt a Petrográdi Városi Duma elnöke. 1919. márciusától 1946 márciusáig Kalinyin töltötte be a szovjet állam államfőjének megfelelő pozíciókat (az Összoroszországi Központi Végrehajtó Bizottság elnökeként, majd 1922-től a Szovjetunió Központi Végrehajtó Bizottsága elnökeként, 1938-tól pedig a Legfelsőbb Tanács Elnöksége elnökeként.
Kalinyin 1924 és 1925 folyamán a Politikai Bizottság póttagja, 1926 és 1946 között a Politikai bizottság tagja volt.

## Emlékezete
- Róla nevezték el Kalinyingrád városát.
- Tver város 1931 és 1990 között Kalinyin nevét viselte.
- Az Alekaszndrovszkij szad nevű metróállomás Moszkvában 1946. december 25-től 1990. november 5-ig a Kalinyinszkaja nevet viselte.
- Az Admiral Nahimov orosz csatacirkáló 1992-ig Kalinyin nevét viselte.
- A moszkvai Új Arbat utca neve 1963-tól a rendszerváltásig „Kalinyin proszpekt volt.
- A kaposvári Északnyugati városrészt 1967-től a rendszerváltásig Kalinyin lakótelepnek nevezték.[9]

## Művei magyarul
A műfaj sajátosságaiból adódóan adott szerző magyarul megjelent műveinek többsége brosúra, s legtöbbjének nem tüntették föl a fordítóját. Lehetséges, hogy azonos címmel más-más kiadványok jelentek meg, vagy akár ellenkezőleg: ugyanazt a szöveget idővel más címmel adták közre, de több esetben a címváltozatból sejthetően újabb fordítás készült. A lehetőségekhez képest – az OSZK katalógusa nyomán – Kalinyin (vagy épp "M. Kalinin") összes, magyar nyelvű művét közreadjuk, a szomszéd országokban napvilágot látott, olykor azonos című kiadványokat, ill. a címváltozatokat is beleértve.
- Honvédelmi háború és totális háború; Idegennyelvű Irodalmi Kiadó, Moszkva, 1943
- Lenin a szocialista haza védelméről; Idegennyelvű Irodalmi Kiadó, Moszkva, 1943
- Miért erős a Szovjetállam?; Idegennyelvű Irodalmi Kiadó, Moszkva, 1944
- A szovjetnép erkölcsi arculata; ford. Gyáros László; Martineum Ny., Szombathely, 1945
- A szovjeterkölcsről; Szikra, Bp., 1945
- Lenin a szocialista haza védelméről; Kommunisták Romániai Pártja, Kolozsvár, 1945
- Miért erős a Szovjetállam?; Athenaeum, Kolozsvár, 1945
- Miért erős a Szovjetállam?; Szikra, Bp., 1945
- A szovjet állam ereje; Máté Ny., Sopron, 1945
- J. V. Sztaljin: A Szovjet politikája. Választási beszéd / V. M. Molotov: Választási beszéd / Mihail Ivanovics Kaljinin: Levél a választókhoz; Híd, Szubotica, 1946 (Korunk kérdései)
- A kommunista nevelésről; ford. Händel Ottó; Szikra, Bp., 1948
- A Komszomol diadalmas útja. A Komszomol 20 éves évfordulójára! 1938 október; Ifjúsági, Bukarest, 1948
- Népünk erkölcsi arculata; Területi Könyv- és Újságkiadó, Uzshorod, 1948
- A propaganda és agitáció kérdéseiről; Magyar Dolgozók Pártja, Bp., 1949 (Népnevelők kis könyvtára)
- Lenin "Kik a nép barátai és hogyan harcolnak a szociáldemokraták ellen" című művéről; RMP, Bukarest, 1949
- A tudósításról és a tudósítókról; ford. Herceg János; Bratsztvo-Jedinsztvo, Noviszád, 1949 (A marxizmus-leninizmus könyvei)
- A politikai agitációról; RMP, Bukarest, 1949
- V. I. Lenin, J. V. Sztálin, M. I. Kalinyin: Az ifjúsághoz; Pravda, Bratislava, 1951 (A marxizmus-leninizmus könyvtára)
- A sajtóról és a sajtólevelezőkről; Román Munkáspárt, Kolozsvár, 1952
- A kommunista nevelésről. Válogatott beszédek és cikkek; Ifjúsági, Bukarest, 1952
- A kommunista nevelésről; ford. Händel Ottó; Pravda, Bratislava, 1952
- A Komszomol dicső útja. Gyűjtemény; ford. Szabó Mária; Ifjúsági, Bp., 1953
- A kommunista nevelés kérdései. Cikkek és beszédek 1925–1945; Szikra, Bp., 1953
- Kommunista nevelés és katonai kötelesség. Cikkek és beszédek; ford. Zalai Edvin; Zrínyi, Bp., 1964